# 元老院 (カナダ)
元老院（げんろういん、英語: Senate of Canada、フランス語: Sénat du Canada）は、カナダ議会を構成する議院（上院）。

## 議院構成

### 選出方法
首相の助言により、総督が国王の名で任命する。

### 定数
原則として105名で、州・準州ごとに以下のように議席数が決められている。
- オンタリオ州 24
- ケベック州 24
- 大西洋沿海 24 （ノバスコシア州 10、ニューブランズウィック州 10、プリンスエドワードアイランド州 4）
- 西部 24 （マニトバ州 6、ブリティッシュコロンビア州 6、サスカチュワン州 6、アルバータ州 6）
- その他 9 （ニューファンドランド・ラブラドール州 6、ノースウエスト準州 1、ユーコン準州 1、ヌナブト準州 1）

ケベック州では州を24の区域に分け、それぞれの区域から1人ずつ選ぶよう定められており、言語圏の偏りが生じないようにする。
特例として4または8名の議席を増やす事ができる。この場合、オンタリオ州、ケベック州、大西洋沿海、西部の4地区にそれぞれ同数だけ増やす。特例を重ねて適用することはできるが、113名を超えてはならない。特例を重ねない場合、原則の定数になるまで新たな任命は出来ない。。1867年に現行の議会制度になって以来、この特例が実際に使われたのは、物品サービス税の可決を意図した1990年の事例だけである。イギリスの権限が残っていた1874年には、カナダ首相が特例実施を求めたものの、イギリス政府の反対で実現しなかった。
逆に「欠員が生じた場合、必ず元老院議員を補充しなければならないのか?」という点には憲法上明確な規定がない。党派色の強い指名が続く現状に不満を持つスティーヴン・ハーパーが首相在任中に欠員の補充を拒否し、22人もの欠員を生じさせた事例がある。

### 選挙資格と被選挙資格
元老院議員に任命されるための資格は、4,000ドル以上の不動産を持つ30歳以上のカナダ国民で、代表する州に居住していることである。ケベック州の場合はこれに加えて、代表する区域に居住するか不動産を有する必要がある。
財産または居住条件を満たさなくなった場合は失職するが、政府官職のために首都オタワに居住する場合は含まない。

### 任期
満75歳まで議席を保有することができる。

## 議院運営

### 定足数
15名。

## 参考資料
- 各国憲法集(4)カナダ憲法 - 国立国会図書館調査及び立法考査局